# Iveco Euromidi
 (novembre 2021).
Si vous disposez d'ouvrages ou d'articles de référence ou si vous connaissez des sites web de qualité traitant du thème abordé ici, merci de compléter l'article en donnant les références utiles à sa vérifiabilité et en les liant à la section « Notes et références ».
La série Iveco Euromidi est une gamme de châssis pour autobus et autocars, destinée aux carrossiers spécialisés des différents pays. Il est fabriqué par le constructeur italien IVECO en Italie mais également en Argentine et en Australie. Il succède à l'Eurorider, lancé en 2001.
Il est décliné en quatre versions pour le CC100 et trois versions pour le CC150, toujours en configuration 4x2.

## Histoire des châssis autobus Fiat
Depuis la création de F.I.A.T. en 1899, chaque véhicule de transport s'accompagne d'un châssis destiné aux carrossiers extérieurs, comme la coutume de l'époque l'exigeait. Les constructeurs automobiles ne fabriquaient que les bases sur lesquelles les carrossiers spécialisés montaient leur propre carrosserie, réalisée selon les exigences du client, souvent très fortuné.
Lors du lancement de son premier véhicule industriel (camion) en 1903, le 24 HP, Fiat a fourni le châssis pour l'utiliser en autobus. Fiat fabriquera son premier autobus complet en 1925, le Fiat 603 S.
Depuis lors, que la marque soit Fiat puis Iveco après 1975, le constructeur italien a toujours produit des châssis spécialement adaptés pour autobus et autocars identiques à ceux qu'il utilise pour ses propres productions dans tous les pays du monde.
Les châssis de dernière génération IVECO 391 EuroRider et les nouveaux Euromidi CC100 & CC150 n'échappent pas à cette règle. Ils sont fabriqués indifféremment en Italie, en Argentine et en Australie.